# Bartodzieje Podleśne
Bartodzieje Podleśne, dawn. Bartodzieje przy Lesie – część miasta Radomska położona w jego północnej części, w rejonie ul. Btalionów Chłopskich. Do 1986 samodzielna miejscowość.

## Historia
Bartodzieje przy Lesie to dawna kolonia. Do 1954 należały do gminy Radomsk (Noworadomsk) w powiecie radomszczańskim (1867–1922 pn. noworadomski), początkowo w guberni piotrkowskiej, a od 1919 w woj. łódzkim. Tam 2 listopada 1933 utworzyły gromadę o nazwie Bartodzieje przy lesie w gminie Radomsk.
Podczas II wojny światowej Bartodzieje przy Lesie włączono do Generalnego Gubernatorstwa (dystrykt radomski, Landkreis Radomsko, gmina Radomsko). W 1943 roku liczba mieszkańców wynosiła 303 mieszkańców. Po wojnie w województwie łódzkim, jako jedna z 16 gromad gminy Radomsko w powiecie radomszczańskim.
W związku z reformą znoszącą gminy jesienią 1954 roku, Bartodzieje przy Lesie włączono do nowo utworzonej gromady Bartodzieje Bankowe, a po jej zniesieniu 31 grudnia 1961 – do nowo utworzonej gromady Radomsko. Tam przetrwały do końca 1972 roku, czyli do kolejnej reformy gminnej.
1 stycznia 1973 weszły w skład reaktywowanej gminy Radomsko w powiecie radomszczańskim w województwie łódzkim. W latach 1975–1986 należały administracyjnie do województwa piotrkowskiego.
17 lipca 1986 Bartodzieje Podleśne wyłączono z gminy Radomsko, włączając je do Radomska.